# Loupfougères
Loupfougères é uma comuna francesa na região administrativa da Pays de la Loire, no departamento de Mayenne. Estende-se por uma área de 18,76 km². Em 2010 a comuna tinha 416 habitantes (densidade: 22,2 hab./km²).